# 都市生態學

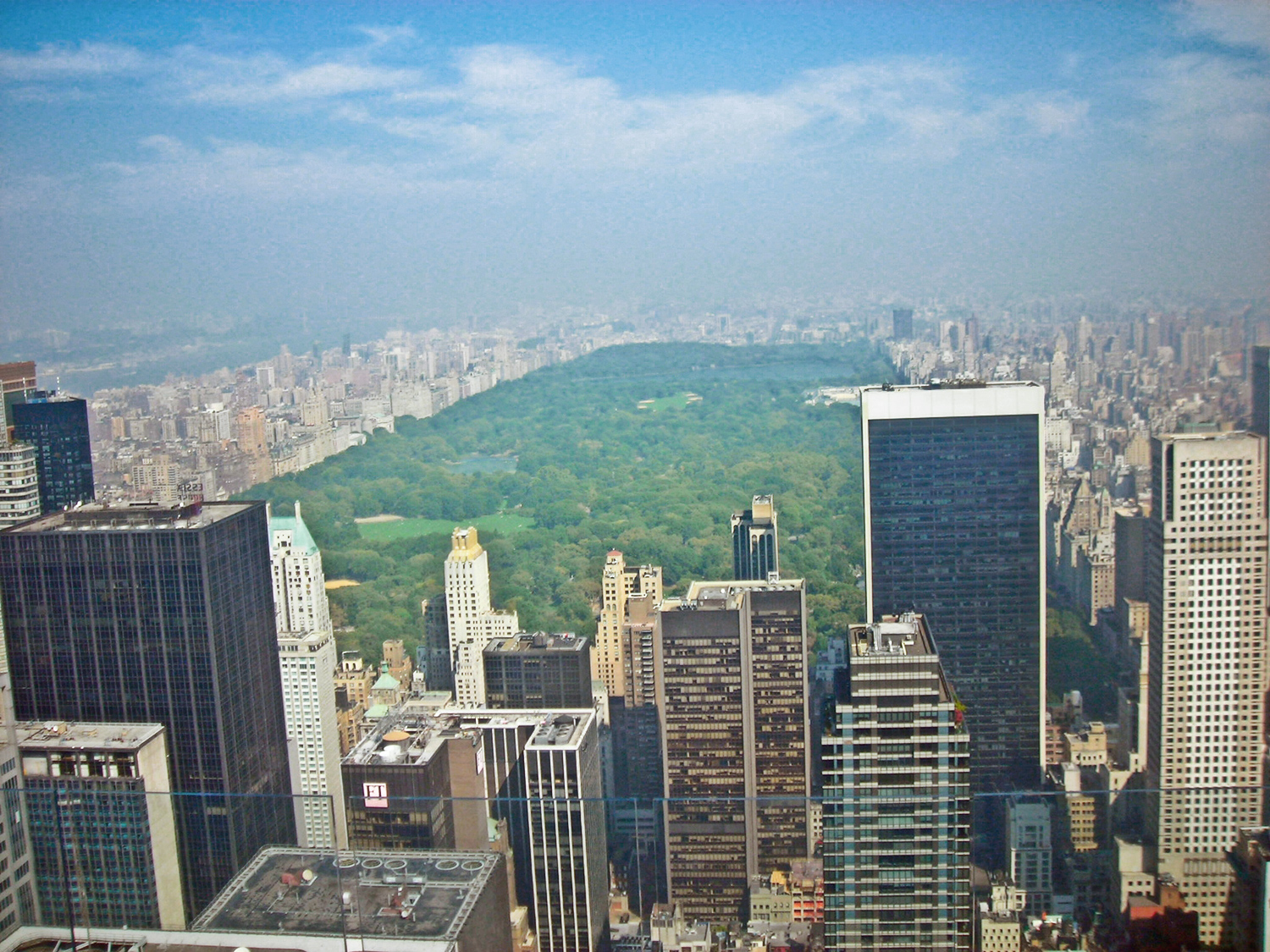
紐約的中央公園代表了城市環境中的一個生態系統「碎片」。

都市生態學是研究城市環境中生物體之間及其生物體與周圍環境的關係的科學研究。城市環境是指以高密度住宅和商業建築、鋪裝路面以及其他與城市有關的因素為主的環境，這些因素形成了一種獨特的景觀，不同於以往生態學領域研究的大多數環境。都市生態學的目標是實現人類文化與自然環境之間的平衡。
與整個生態學學科相比，城市生態學是一個較新的研究領域。城市生態學的研究方法和研究內容與普通生態學相似，是生態學的一個分支。當今世界50%以上的人口生活在城市地區，因此城市生態學的研究也具有越來越重要的意義。同時，據估計，在未來40年內，世界三分之二的人口將生活在不斷擴大的城市中心。城市環境中的生態過程與城市以外的生態過程一定程度上是相似的。然而，城市棲息地的類型和棲息在其中的物種卻鮮有記載。通常情況下，其研究的中心是解釋城市環境中的現像，以及預測因城市化而產生的變化。

## 外部連結
- 理解都市生态系统 （页面存档备份，存于）